# Elaphria paginata
Elaphria paginata là một loài bướm đêm trong họ Noctuidae.